# John Rackham
John Rackham  (26 de dezembro de 1682 – 18 de novembro de 1720), também conhecido como Calico Jack, foi um capitão pirata inglês atuante nas Bahamas no século XVIII. Seu apelido surgiu graças às roupas coloridas feitas de “calicô” que ele sempre vestia. 
Calico é lembrado por empregar em sua tripulação as duas mulheres piratas mais notórias de seu tempo, Anne Bonny e Mary Read. 
Rackham depôs Charles Vane de sua posição como capitão do Ranger, então cruzou as Ilhas de Sotavento (Antilhas), o Canal da Jamaica e a Canal de Barlavento. Ele aceitou o perdão em 1719 e mudou-se para a ilha de Nova Providência, onde conheceu Anne Bonny, que era casada com James Bonny na época. Ele voltou à pirataria em 1720, roubando um chalupa britânico e Anne se juntou a ele. Sua nova equipe incluía Mary Read, que estava disfarçada de homem na época. Após uma curta corrida, Rackham foi capturado pelo caçador de piratas da Marinha Real, Jonathan Barnet em 1720, levado a julgamento por Sir Nicholas Lawes, governador da Jamaica, e foi enforcado em novembro daquele ano em Port Royal. Ele também é conhecido pela criação do Jolly Roger.

## Carreira de pirata

### Como tripulante
Pouco se sabe sobre a educação ou juventude de Rackham, exceto pelo fato de que ele era inglês e nasceu por volta do ano de 1682. Jack Rackham serviu sob o comando do notório pirata Charles Vane. Os serviços de Rackham duraram até um dia em que Vane recusou-se a engajar em batalha um veleiro francês. Graças à recusa de Charles Vane, sua tripulação resolveu fazer um motim, e foi nomeado Rackham como novo capitão. Logo após ser nomeado como capitão, Rackham atacou o veleiro francês, e o derrotou.

### Como capitão
Depois disso, Rackham decidiu aceitar uma oferta de “Perdão Real”, e navegou para a costa de Nova Providence. Durante esse tempo, Rackham conheceu e se apaixonou por uma mulher casada chamada Anne Bonny. Rackham encantou-se com Anne e gastou grande parte de suas pilhagens com ela. Ele então juntou-se à tripulação do Capitão Burgess, um pirata que virou corsário que atravessava as Caraíbas na busca de navios espanhóis.
Quando o caso entre Rackham e Anne Bonny tornou-se público, o Governador de New Providence ameaçou chicotear Anne por adultério. Ao invés de deixar Anne para trás para ser castigada, o casal resolveu reunir uma tripulação e roubar um veleiro. Temendo que a tripulação se recusasse a navegar ao lado de uma mulher, Anne vestiu-se como homem e tomou o nome de Adam Bonny. Ela se tornou um membro respeitado da tripulação, e lutou ao lado de seus companheiros em numerosos ataques bem-sucedidos.
Depois das autoridades de Bahamas enviarem um navio fortemente armado para capturá-los, Rackham e alguns de sua tripulação foram forçados a fugir. Eles foram capturados em seguida por um navio espanhol, mas conseguiram escapar navegando pela Jamaica e tomando vários navios pesqueiros e um pequeno veleiro. O governador resolveu pôr um fim na carreira de Rackham e despachou o caçador de piratas Jonathan Barnet.

"Jolly Roger" (Bandeira Pirata) de Jack Rackham

## Captura e execução
Alguns historiadores dizem que Rackham tentou, antes de ser capturado, um acordo com o governador, no qual ele se entregaria se clemência fosse garantida para Anne e para outra mulher pirata, chamada Mary Read. Em Outubro de 1720, Capitão Barnet surpreendeu Rackham e sua tripulação do barco Revenge, quando estavam todos bêbados – a maioria da tripulação estava desmaiada no convés. Apenas as duas mulheres, Anne e Mary, lutaram (Existem rumores que alegam que Rackham se escondeu durante a batalha).
Rackham e sua tripulação foram finalmente levados para julgamento em Saint Jago de la Veja, na Jamaica, no dia 16 de Novembro de 1720. Rackham e os membros da sua tripulação foram sentenciados à forca por pirataria, e foram executados no dia seguinte. Apenas Anne Bonny e Mary Read sobreviveram, ambas dizendo que estavam grávidas. Mary Read morreu depois, na prisão, ou no nascimento do filho, ou de febre. Anne Bonny desapareceu. Acredita-se que foi paga uma grande quantia pelo seu pai rico para tirá-la da prisão.
Quando o juiz perguntou a Rackham quais seriam suas últimas palavras, ele disse "Quem você pensa que é? Por acaso você é Deus para ter o direito de decidir o meu destino e de meus homens? Pegue suas palavras pomposas e as enfie no lugar de seu corpo em que o sol jamais bate. Encontro você em outra vida. Adeus."
Alguns ainda alegam que, depois de enforcado, o corpo de Jack Rackham fora colocado em uma gaiolinha de ferro, na qual fora pendurada na entrada do porto de Kingston, com seu corpo em decomposição como advertência para outros piratas.

## Na cultura popular
- Jack Rackham serviu de inspiração para o pirata Rackham o Terrível em dois livros: O Segredo do Licorne e O Tesouro de Rackham o Terrível, que fazem parte da série As Aventuras de Tintim, de Hergé.
- Jack Rackham apareceu também no jogo Sid Meier’s Pirates.
- A bandeira “Jolly Roger” de Rackham pode ser vista no filme A Ilha da Garganta Cortada, de 1995 e no filme Piratas do Caribe: A Maldição da Pérola Negra, de 2003.
- “Calico Jack” é uma música do álbum Port Royal, da banda Running Wild
- Jack Rackham aparece ainda num livro de autoria portuguesa "A Pirata" de Luisa Costa Gomes em que a protagonista é Mary Read uma das mulheres da sua tripulação.
- Na série de desenho animado As Trigêmeas, existe um episódio chamado "As Piratas", em que as Trigêmeas encontram Mary Read e juntas, se disfarçam de marinheiros e fazem parte da tripulação de Anne Bony e Jack Rachkam.
- No mangá sobre pirataria One Piece, existe um personagem com alcunha de “Calico”. Seu nome, entretanto, é “Calico” York. Porém, um personagem ainda desconhecido na trama foi mencionado pelo nome "Jack", configurando assim uma possível referência.
- No jogo Assassin's Creed IV: Black Flag com um NPC que o ajudará por um tempo do modo história.
- Ele é um dos personagens da série televisiva Black Sails da emissora Starz.